# Hoe mies
Hoe__mies war ein deutsches Hip-Hop DJ-Duo aus Berlin, das aus Lucia Luciano und Gizem Adiyaman bestand. Die gleichnamige queer-feministische Partyreihe wird seit der Trennung von Adiyaman alleine ausgerichtet. Der Sound von Hoe__mies lässt sich in die Bereiche Trap, Dancehall, Baile Funk, Neoperreo, 90er & 2000er Classics, Rap, Afro House und Jersey Club einordnen.

## Geschichte
2017 gründeten die beiden Freundinnen Lucia Luciano und Gizem Adiyaman Hoe__mies als Partyreihe und Community Space für Frauen, non-binäre und Trans-Personen in der Hip-Hop Szene. Das Konzept war, bisher in der deutschen Musik- und Partyszene unterrepräsentierten Künstlerinnen, DJs und Performerinnen eine Plattform zu geben und ihnen zu Sichtbarkeit zu verhelfen.  Das Duo ging getrennte Wege, weshalb die Hoe_mies Partys aktuell allein von Gizem Adiyaman veranstaltet werden.

## Name
Der Name Hoe__mies setzt sich aus den englischen Begriffen „homie“ (dt. Freund / Freundin) und „hoe“ (dt. Hure) zusammen. Das DJ-Duo möchte mit diesem Wortspiel Diskriminierungsformen von weiblicher Sexualität, wie Slut-Shaming und Hurenfeindlichkeit, eine sexpositive Haltung entgegensetzen. Indem sie sich die Begriffe in ihrem Titel aneignen, möchten sie sich deutlich gegen solche Bewertungsformen positionieren und diese stattdessen positiv besetzen. Der Begriff „Homie“ soll auf die jahrelange Freundschaft zwischen den beiden DJs verweisen.

## Karriere

### Partyreihe
Am 5. Mai 2017 fand im Club „Beate Uwe“ in Berlin die erste Hoe__mies Party statt. Die feministische Hip-Hop Partyreihe richtet sich an ein weibliches, non-binäres, transgeschlechtliches und PoC Publikum. Während der Partys gibt es einen vorgeschriebenen Verhaltenskodex und ein Awareness-Team, welches auf einen respektvollen Umgang unter den Gästen achtet.

### Auftritte
Neben ihrer eigenen Partyreihe spielen Hoe__mies als Soundsystem, bestehend aus Lúcia Lú (Künstlername von Lucia Luciano) und Meg10 (Künstlername von Gizem Adiyaman), auf Festivals. 2018 hatten sie ihre ersten großen Auftritte auf dem Kosmonaut und dem CTM Festival. Im selben Jahr kuratierten sie auf dem Splash!21 Festival die Backyard Bühne, auf der 8 der insgesamt 20 weiblichen Performerinnen des Festivals auftraten. Im Oktober 2018 gewannen sie mit ihrer Crew Revolution No. 5 den Red Bull Music Culture Clash. 2019 traten sie unter anderem auf dem Kosmonaut Festival, dem Happiness Festival, Melt Festival, Juicy Beats Festival, dem Artlake Festival oder dem MS Dockville auf.

### PodcastRealitäter*innen
Der 2020 und 2021 gesendete Podcast Realitäter*innen wurde gemeinsam von Spotify und Hoe__mies produziert.

## Rezeption
In einem Artikel von Zeit Online heißt es: „Gizem Adiyaman und Lucia Luciano organisieren in ihrer Freizeit eine Art kulturelle Evolution.“ Das Vice Magazin bezeichnet Hoe__Mies in einem Artikel von 2018 als „[...] das wichtigste DJ-Team der deutschen HipHop-Szene [...]“ und beschreibt weiterführend, dass Luciano und Adiyaman die Berliner Hip-Hop-Szene nachhaltig veränderten. Das Missy Magazine schreibt in einem Interview von 2020: „Ihr habt […] das Unvorstellbare geschafft: im Party-Berlin neue Akzente zu setzen.“